# John Bergling
John David Bergling, född 23 december 1868 i Stockholm, död 1933 i Bromma i Stockholm, var en svensk arkitekt, målare och etsare.
Han var son till ingenjören Carl Albert Bergling och Christina Olivia Lundborg samt bror till Lall Bergling. Han utbildade sig först till arkitekt i Stockholm och New York samt i Frankrike. Han var under en följd av år bosatt i Paris där han studerade konst en kortare tid vid Académie Julian. Han medverkade i en akvarellutställning hos Georges Petit i Paris 1909 och under hösten samma år på Claes Hultbergs konsthandel i Stockholm. Han medverkade i samlingsutställningar med Sveriges allmänna konstförening och Konstnärsringens höstsalonger på Konstnärshuset i Stockholm. Bland hans offentliga arbeten märks en glasmosaik i Sigfridssalen i Arlöv. Hans konst består av svenska trädgårdsmotiv, tecknade arkitekturmotiv, franska och italienska landskap oftast i form av akvareller. Bergling är representerad vid Östersunds museum och Körners museum i Dresden.